# Великодворська
Вели́кодво́рська (рос. Великодворская) — присілок у складі Верховазького району Вологодської області, Росія. Входить до складу Чушевицького сільського поселення.

## Населення
Населення — 51 особа (2010; 91 у 2002).
Національний склад (станом на 2002 рік):
- росіяни — 98 %